# Deadlock (відеогра)
Deadlock — це майбутня відеогра в жанрі гібридного шутера від третьої особи та MOBA, що розробляється компанією Valve Corporation для Windows. Дія гри розгортається в урбаністичному фентезі в стилі дизельпанк. Хоча гра уже фактично анонсована, дати виходу ще немає.
Станом на серпень 2024 року вона перебувала у закритому бета-тестуванні, а гравці, які мають доступ до бета-версії, можуть запросити своїх друзів.
Попри вимогу Valve зберігати деталі гри в таємниці, яка була дійсна до 24 серпня 2024 року, до анонсу сталося понад 90 витоків її геймплею, включаючи ігрові відео в соціальних мережах і повне прев'ю на технологічному сайті The Verge, що призвело до заборони доступу до гри її автору.
Станом на кінець серпня 2024 року в гру одночасно грали понад 120 тис. осіб.

## Геймплей
Deadlock — це командний шутер та MOBA від третьої особи 6v6, схожий за форматом на оригінальний Overwatch. Це буде перший справжній шутер від третьої особи від компанії Valve, якщо не брати до уваги Alien Swarm з видом зверху вниз.
У кожному матчі 12 гравців керують унікальними «героями», які діляться на три лінії де супроводжують NPC, щоб знищити обороні споруди ворожої команди, які діляться на "Вартових" (англ. Guardians) та "Крокерів" (англ. Walkers). Коли оборону противника знищено, це відкриває «Покровителя» команди-суперника, велику надприродну сутність, розташовану на базі команди, якого потрібно перемогти, щоб виграти матч.
Гравці можуть заробляти "душі" та "очки здібностей", вбиваючи солдатів, нейтральних NPC, та інших гравців. Вони можуть бути використані для покращення здібностей своїх героїв та купівлі предметів у «крамницях курйозів», щоб зробити їх сильнішими, а також користуватися «зіплайнами» (англ. ziplines) та телепортами ( англ. teleport) для пересування по арені. У грі на цю мить доступно 26 основних героїв, та ще 4 знаходяться на стадії тестування і доступні тільки в режимі Hero Labs. Кожен з яких має унікальну зброю, характеристики, ім'я та здібності і коротку передісторію про життя. Дія Deadlock відбувається в альтернативній версії Нью-Йорка, з елементами окультизму

## Розробка
У жовтні 2022 року Valve зареєструвала торгову марку на назву Neon Prime. Повідомлялося, що Neon Prime розроблялася під керівництвом IceFrog (провідного дизайнера Dota) і мала бути MOBA з науково-фантастичною естетикою. У 2023 році з'явилася додаткова інформація про те, що це буде командна «MOBA-lite від третьої особи», в якій гравцям потрібно перемогти боса-ворога на базі команди суперника. Один з дата-майнерів стверджував, що зовнішнє ігрове тестування Neon Prime відбулося у 2023 році.
У травні 2024 року в мережу почали витікати кадри з закритого плей-тесту Deadlock. Елементи гри збігалися з попередніми описами Neon Prime, і було припущено, що це нова ітерація того ж проекту.Плей-тест у Steam заохочує учасників запрошувати друзів, але спочатку просить їх «ні з ким не ділитися про гру».Гравці також мають доступ до приватного сервера Discord для обговорення гри та форумів, щоб читати журнали змін, повідомляти про помилки та надавати зворотній зв'язок розробникам.
У серпні 2024 року Valve скасувала правила щодо публічного обговорення гри для тестувальників і опублікувала сторінку магазину Steam для Deadlock. На сторінці зазначено, що гра наразі перебуває на «ранній стадії розробки» з «великою кількістю тимчасових артів та експериментальним геймплеєм» Доступ до гри продовжує бути лише за запрошеннями.
На ранній стадії розробки мапа Deadlock мала чотири лінії на карті. Пізніше її було перероблено на три лінії в рамках великого оновлення в лютому 2025 року.

## Сприйняття
У відповідь на витік інформації про гру, що стався у травні 2024 року, Кевін Перді з Ars Technica заявив, що гра виглядає як «пресований сендвіч з усіх ігор навколо», і роздумував, чи буде вона визначальною для жанру так само як інші ігри Valve.
12 серпня 2024 року Шон Холлістер з The Verge опублікував повне прев'ю гри Холлістер зазначив, що оскільки він не був під NDA, йому було дозволено писати про це; попри те, що йому показували екран, який забороняв ділитися будь-якою інформацією про гру з іншими. Однак публікація статті призвела до широкої реакції в Інтернеті. Меган Фарохманеш з Wired припустила, що стратегія таємного релізу була навмисним рекламним ходом компанії, щоб спокусити гравців до витоку гри та створити навколо неї ажіотаж. Тед Літчфілд з PC Gamer заявив, що «важко не бути в захваті» від нової гри Valve, сказавши, що він «готовий стрибнути в неї» в перший же день.
Станом на 24 серпня, в гри з'явилася офіційна сторінка в Steam, і компанія розробник зняла заборону на публікацію ігрових матеріалів в мережі. Наступного дня за грою стримерів на платформі Twitch одночасно спостерігало понад 118 тис. людей